# Gimo konstgräsplan
Gimo konstgräsplan är en fotbollsplan belägen i Gimo, Uppland. Materialet i fotbollsplanen är konstgräs.
Byggandet av fotbollsplanen finansierades av Östhammars kommun och Gimo IF. Driftkostnaderna för fotbollsplanen står Gimo IF för.

## Bakgrund
År 2005 var frågan om byggandet av en konstgräsplan i Gimo aktuell inom Östhammars kommun, men planerna sköts på tiden p.g.a. politiska motsättningar angående finansieringen.
Gimo IF sökte sponsorer till projektet och fick fram 600 000 kr i april 2008. Några månader senare beviljades klubben 4,5 miljoner kr av kommunen för byggandet.
När kommunen hade ett inköps- och investeringsstopp under en period år 2009 blev byggplanerna framflyttade ett halvår.
Investeringsstoppet inom kommunen upphävdes i oktober 2009. Detta ledde till att byggplanerna blev möjliga igen. Byggandet av konstgräsplanen pågick från 26 juli till 15 oktober 2010. Invigningen var den 13 november 2010.

## Galleri

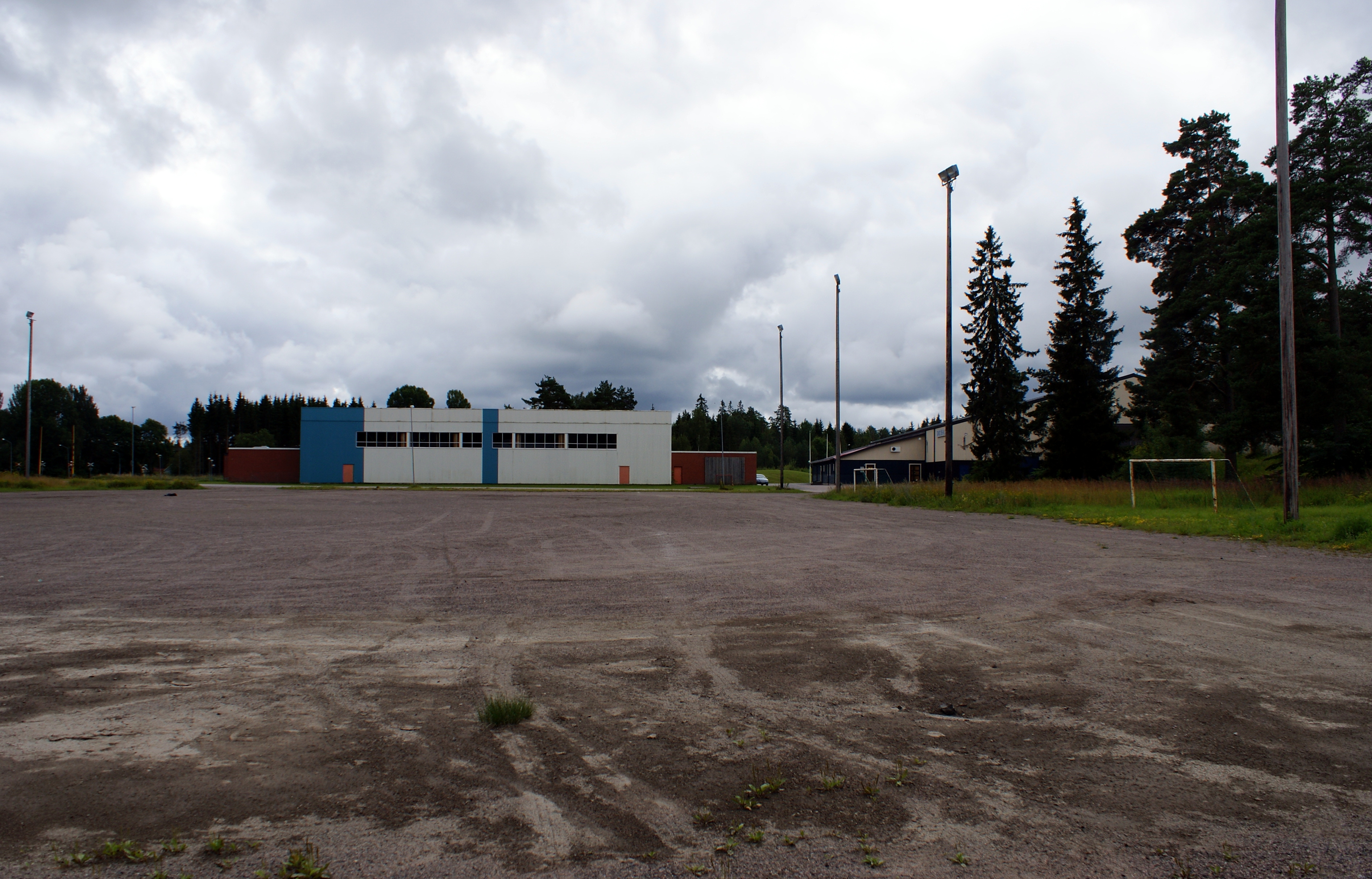
Den tidigare grusplanen som Gimo konstgräsplan byggdes på (foto från 31 juli 2009).
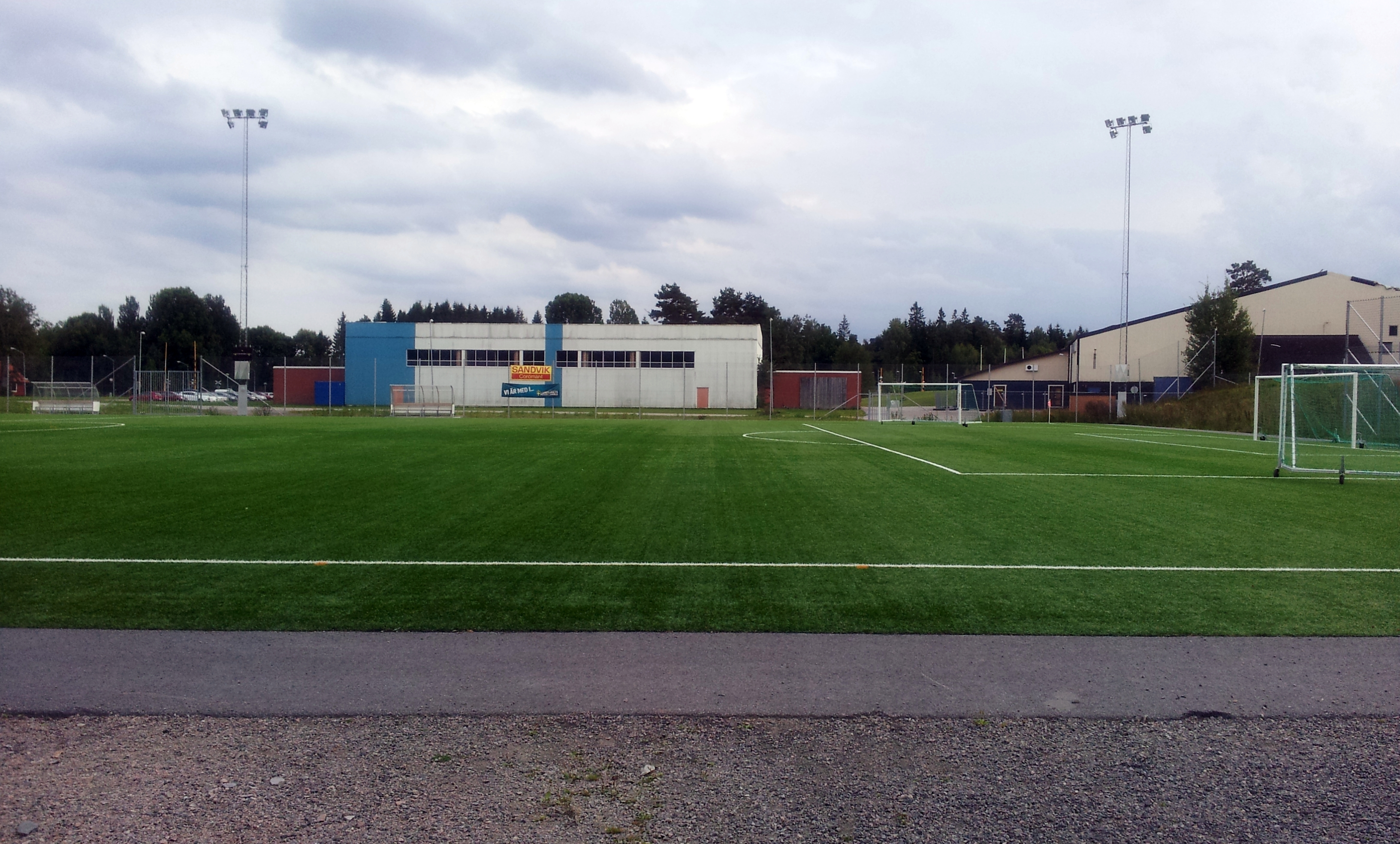
Gimo konstgräsplan sett från en liknande position (foto från 18 augusti 2013).
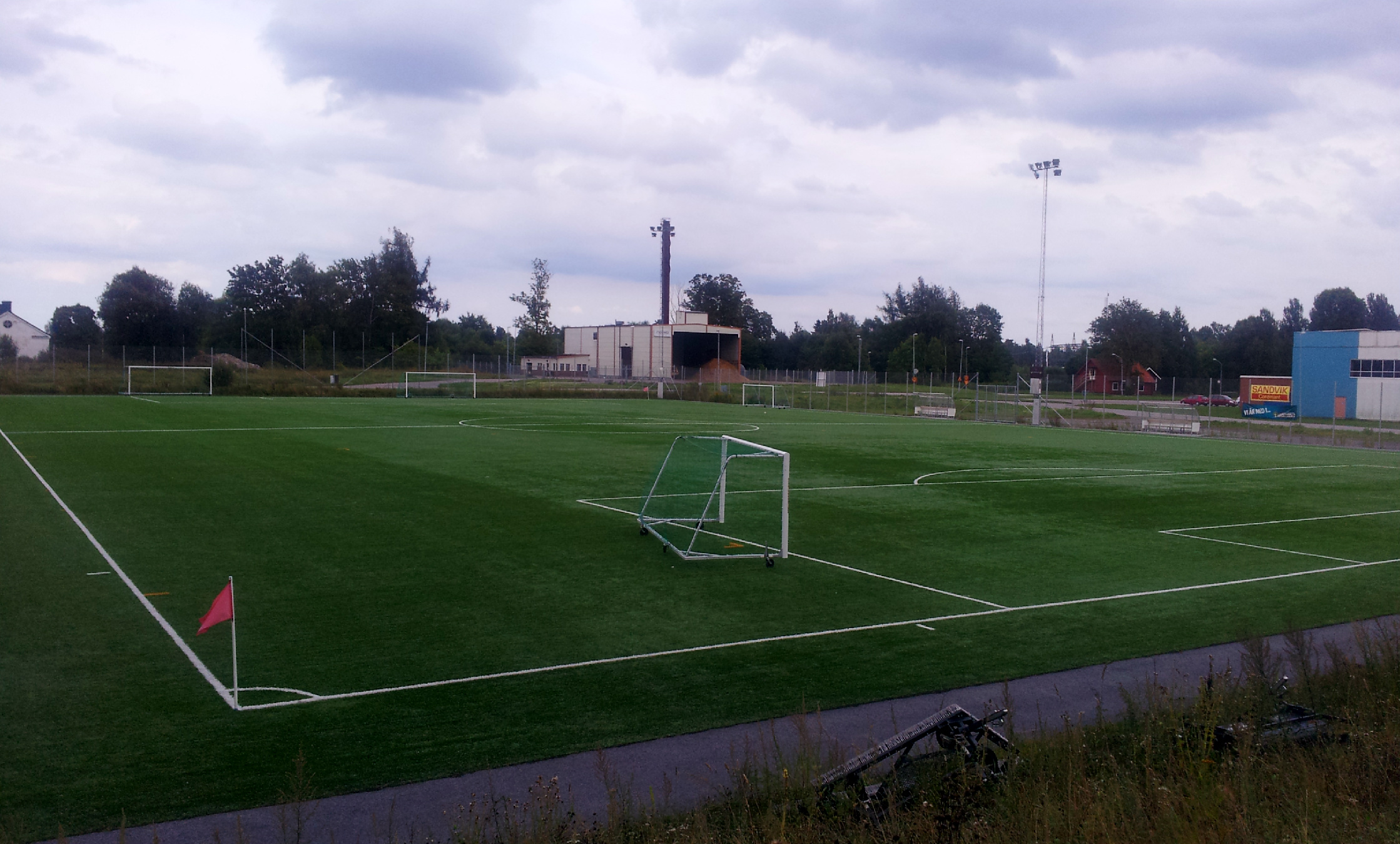
Gimo konstgräsplan (foto från 18 augusti 2013).

### Fotnoter
1. 1 2 3 4  ”Gimos konstgräsplan invigd”. UNT.se. 13 november 2010. Arkiverad från originalet den 19 november 2010. https://web.archive.org/web/20101119082215/http://www.unt.se/osthammar/gimos-konstgrasplan-invigd-1119100.aspx. Läst 11 mars 2012.
2. 1 2 3  ”Konstgräsplan i Gimo”. Osthammar.se. 21 juli 2010. https://www.osthammar.se/sv/nyheter/nyhetsarkiv/2010/Konstgrasplan-i-Gimo/. Läst 11 mars 2012.
3. ↑  ”Östhammars kommuns första konstgräsplan står nu färdigbyggd i Gimo”. Osthammar.se. 31 mars 2011. http://www.osthammar.se/sv/Kultur--fritid1/Idrott-motion--halsa/Idrottsplatser1/Konstgrasplan-i-Gimo/. Läst 11 mars 2012.[död länk]
4. ↑  ”Konstgräsplan i Gimo lades på is”. UNT.se. 23 november 2005. http://www.unt.se/osthammar/konstgrasplan-i-gimo-lades-pa-is-344392.aspx. Läst 11 mars 2012.[död länk]
5. ↑  ”Ett steg närmare konstgräsplan”. UNT.se. 7 april 2008. http://www.unt.se/osthammar/ett-steg-narmare-konstgrasplan-294174.aspx. Läst 11 mars 2012.[död länk]
6. ↑  ”Pengar till konstgräsplan i Gimo”. UNT.se. 16 juni 2008. http://www.unt.se/osthammar/pengar-till-konstgrasplan-i-gimo-294381.aspx. Läst 11 mars 2012.[död länk]
7. ↑  ”Konstgräsplan skjuts upp”. UNT.se. 12 maj 2009. http://www.unt.se/osthammar/konstgrasplan-skjuts-upp-295408.aspx. Läst 11 mars 2012.[död länk]
8. ↑  ”Ny öppning för konstgräs i Gimo”. UNT.se. 14 oktober 2009. http://www.unt.se/osthammar/ny-oppning-for-konstgras-i-gimo-295927.aspx. Läst 11 mars 2012.[död länk]